# Сентябрь 2014 года

Список событий сентября 2014 года.

## События
- 1 сентября
  - После 3-месячных боёв войска самопровозглашённой ЛНР установили контроль над аэропортом Луганска[1].
  - Прошла церемония начала строительства газопровода «Сила Сибири», на которой президент России подтвердил поддержку планов Китая стать акционером Ванкорского месторождения в Красноярском крае[2].
- 2 сентября
  - Предложения об импичменте президента Филиппин Бенигно Акино были отклонены парламентом, где пропрезидентская Либеральная партия имеет большинство голосов[3].
- 3 сентября
  - В Японском море потерпел крушение теплоход «Полайн»[4].
  - Президент Соединённых Штатов Барак Обама, находясь с визитом в Таллине, заявил об усилении американского военного присутствия в странах Балтии, в том числе о размещении частей ВВС на военно-морской базе в Эстонии[5].
- 4 сентября
  - В Уэльсе открылся двухдневный саммит НАТО, в котором приняли участие главы государств и правительств 28 стран — членов альянса, а также представители стран-партнеров и международных организаций, включая ООН, ЕС, МВФ и Всемирный банк, основные темы саммита — кризисы на Украине и в Ираке[6].
  - В Кош-Агачском районе Республики Алтай запущена крупнейшая в России солнечная электростанция[7].
- 5 сентября
  - Подписан Минский Протокол.
- 6 сентября
  - Чемпионат мира по стрельбе стартовал в Гранаде (Испания)[8].
  - В результате сильнейших муссонных дождей в Пакистане и Индии погибли более 230 человек[9].
- 7 сентября
  - Серия ДНК-экспертиз, проведенная по заказу бизнесмена-энтузиаста Рассела Эдвардса, установила, что Джеком Потрошителем, скорее всего, был польский иммигрант Аарон Косминский, проходивший в качестве одного из главных подозреваемых по этому делу[10].
  - В Канаде было обнаружено одно из двух судов из экспедиции Франклина, пропавшей 160 лет назад у берегов Северной Америки[11].
- 8 сентября
  - В Ташкенте (Узбекистан) стартовал чемпионат мира по борьбе[12]. По результатам чемпионата лучшей стала сборная России по спортивной борьбе[13].
  - Генпрокуратура Узбекистана сообщила о возбуждении дела и розыске Гульнары Каримовой, дочери президента страны[14].
- 9 сентября
  - Совет по вопросам безопасности Нидерландов обнародовал предварительный доклад о причинах крушения самолета авиакомпании Malaysia Airlines на Украине, причиной катастрофы названо «структурное разрушение, вызванное большим количеством объектов, обладающих высокой энергией и проникших извне»[15].
- 10 сентября
  - Президент Филиппин Бенигно Акино внёс в конгресс окончательный вариант законопроекта о создании автономного района Бангсаморо[англ.], в рамках соглашений с Исламским освободительным фронтом моро[16].
- 11 сентября
  - Космический корабль Союз ТМА-12М совершил посадку в Казахстане, Экипаж посадки: Александр Скворцов, Олег Артемьев (оба ФКА) и Стивен Суонсон (НАСА)[17].
  - В Барселоне (Испания) прошёл митинг с требованием разрешить проведения референдума о независимости Каталонии[18].
  - Премьер-министр Польши Дональд Туск ушёл в отставку[19].
- 12 сентября
  - США официально объявили войну боевикам «Исламского государства»[20].
- 14 сентября
  - Более 400 человек погибли в результате наводнений в Индии и Пакистане[21].
  - Единый день голосования в России[22]
  - Парламентские выборы в Швеции[23]. По предварительным итогам победу одержала оппозиционная Социал-демократическая партия Швеции[24].
- 15 сентября
  - В Тоскане скончался глава Дома Романовых князь Николай Романович. Новым главой Дома Романовых стал его брат князь Димитрий Романович.
- 16 сентября
  - Владелец АФК «Система» Владимир Евтушенков помещён под домашний арест по делу о хищении и легализации акций компании «Башнефть»[25].
  - Мощный взрыв у посольства США в Кабуле (Афганистан), погибли 4 человека, есть раненые[26].
- 18 сентября
  - Референдум о независимости Шотландии от Великобритании[27]. 55,3 % проголосовавших выступили против независимости[28].
- 19 сентября
  - Выбраны города для проведения чемпионата Европы по футболу 2020: Амстердам, Баку, Бильбао, Брюссель, Будапешт, Бухарест, Глазго, Дублин, Копенгаген, Лондон, Мюнхен, Рим, Санкт-Петербург[29].
  - Глава шотландского правительства Алекс Салмонд после референдума о независимости Шотландии принял решение об отставке в ноябре 2014 года[30].
  - Французские боевые самолеты «Дассо Рафаль» нанесли первый удар по позициям группировки «Исламское государство» на северо-востоке Ирака[31].
  - Президент США Барак Обама подписал закон, разрешающий американским военным вооружать и обучать умеренных сирийских повстанцев, борющихся против боевиков движения «Исламского государства» на Ближнем Востоке[32].
  - В Бельгии спецслужбы предотвратили серию терактов, которые готовили боевики-исламисты, воевавшие в Сирии[33].
  - В Кстове Нижегородской области запущено предприятие «РусВинил», один из крупнейших в мире и крупнейший в России комплекс по производству поливинилхлорида (мощностью 330 тысяч тонн) и каустической соды (мощностью 225 тысяч тонн). «РусВинил» — совместное предприятие, созданное на паритетных началах «Сибуром» и Solvin Holding Nederland B.V.[34][35]
- 20 сентября
  - Боевики группировки «Исламское государство» (ИГ) за последние двое суток захватили 60 деревень на севере Сирии, близ границы с Турцией[36].
  - Десятки турецких заложников джихадистской группировки «Исламское государство», захваченных в июне в иракском городе Мосул, вернулись в Турцию, сообщил премьер-министр Турции Ахмет Давутоглу[37].
  - Парламентские выборы в Новой Зеландии[38]. Победу одержала правящая Национальная партия[39].

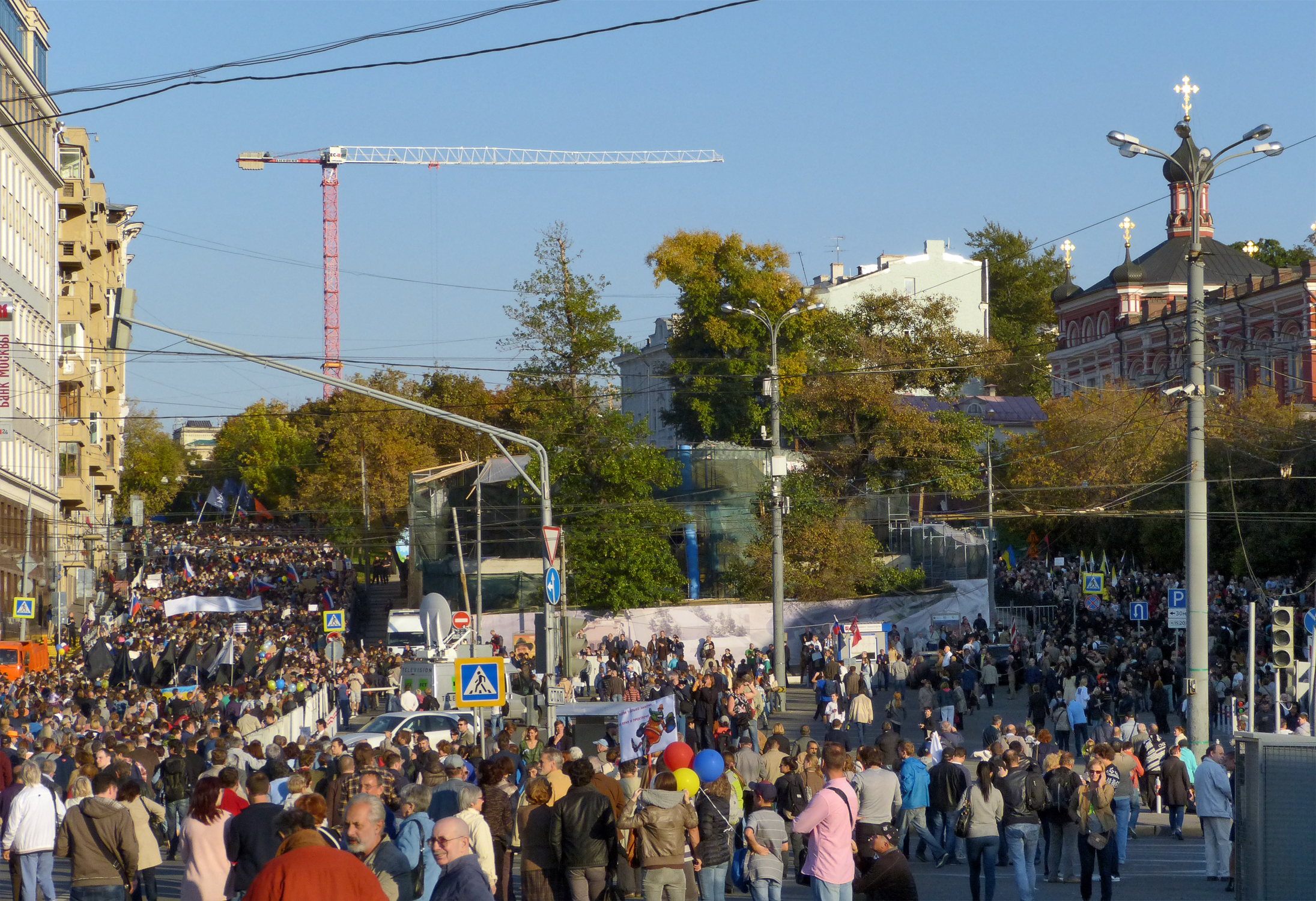
«Марша мира» 21 сентября 2014 года. Москва, Бульварное кольцо

- 21 сентября
  - В Международный день мира в Москве, Санкт-Петербурге, Воронеже, Волгограде, Перми, Екатеринбурге, Ростове-на-Дону, Ставрополе и других городах прошёл общероссийский «Марш мира» — протестные шествия и митинги против войны с Украиной. Наибольшее количество участников было в Москве: по данным официальных СМИ — 5 тысяч человек; по другим источникам — от 50 тысяч до 150 тысяч человек. В этот же день акции прошли в Берлине, Вене, Бургасе, Париже, Киеве, Вашингтоне[40][41][42][43][44].
  - В Измире (Турция) стартовал чемпионат мира по художественной гимнастике[45].
  - Семьи граждан Германии, погибших при падении малайзийского «Боинга» в Донецкой области, решили подать в суд на Украину, её президента и правительство за непреднамеренное убийство по неосторожности 298 человек[46].
  - Донецкие ополченцы и украинская армия провели обмен военнопленными[47].
  - Американский космический аппарат MAVEN успешно прибыл на орбиту Марса[48][49].
  - В преддверии встреч глав государств саммита G-20 в Брисбене, в австралийском городе Кэрнс состоялось заседание членов «Группы 20» на уровне министров финансов и руководителей центробанков. Председательствовал на этой встрече главный казначей Австралии Джо Хоки, российская делегация принимала участие в работе так называемой «финансовой двадцатки»[50].
- 23 сентября
  - В шести городах Италии стартовал чемпионат мира по волейболу среди женщин[51].
  - США и их союзники нанесли воздушные удары по позициям боевиков группировки «Исламское государство» в городе Ракка (Сирия)[52], это первое боевое применение истребителей пятого поколения F-22[53].
  - В рамках санкций ЕС против России итальянские власти арестовали недвижимость и банковские счета, принадлежащие структурам Аркадия Ротенберга, российского бизнесмена, считающегося близким к президенту России Владимиру Путину[54].
  - Ватикан: арестован архиепископ Юзеф Весоловски, обвиняемый в педофилии[55].
- 24 сентября
  - Индийский зонд «Мангальян» успешно выведен на орбиту Марса[56].
- 25 сентября
  - Вступил в должность президент Абхазии Рауль Хаджимба[57].
  - ОБСЕ подтвердила массовые убийства под Донецком; российские правозащитники потребовали немедленного международного расследования произошедшего[58][59][60].
- 26 сентября
  - В составе экипажа корабля Союз ТМА-14М в космос отправилась Елена Серова, первая, после 17-летнего перерыва, женщина-космонавт из России[61].
  - Британский парламент одобрил нанесение авиацией Королевских военно-воздушных сил ударов по позициям боевиков «Исламского государства» в Ираке. За это решение проголосовали 524 депутата парламента, против — 43[62].
- 27 сентября
  - Глава Каталонии Артур Мас подписал указ о проведении референдума о независимости 9 ноября[63].
  - Более 20 человек получили ранения в Гонконге в ходе столкновений между полицией и демонстрантами, ратующими за демократизацию выборов[англ.][64].
  - Извержение вулкана Онтаке унесло жизни 48 человек и стало наиболее смертоносным происшествием подобного рода, произошедшим в Японии, начиная с 1926 года[65].
- 28 сентября
  - Кениец Деннис Киметто с мировым рекордом выиграл Берлинский марафон[66].
- 29 сентября
  - Следственный комитет России возбудил уголовное дело о геноциде русскоязычного населения на юго-востоке Украины[67].
  - В Гонконге десятки тысяч демонстрантов продолжают блокировать улицы. Деловой центр города парализован. Масштабы протестов расширились и охватили торговый и жилой районы города[68].
  - Конституционный суд Испании приостановил на пять месяцев действие указа о проведении референдума о независимости Каталонии[69].
  - Лидером Социалистической партии Португалии избран мэр Лиссабона Антонио Кошта[70].
- 30 сентября
  - Генеральная прокуратура Украины начала уголовное производство в отношении должностных лиц Следственного комитета РФ по подозрению в содействии террористической организации[71].
  - Microsoft представила новую операционную систему Windows 10[72].
  - 30 сентября — в Атырау (Казахстан) состоялся XI Форум межрегионального сотрудничества Казахстана и России[73].